# دهمین جشنواره بین‌المللی فیلم برلین
دهمین  دوره جشنواره بین‌المللی فیلم برلین ۲۴ ژوئن تا ۵ ژوئیه ۱۹۶۰ ادامه پیدا کرد. که در نهایت فیلم ال‌لازاریو دی تورمس برنده خرس طلایی شد.

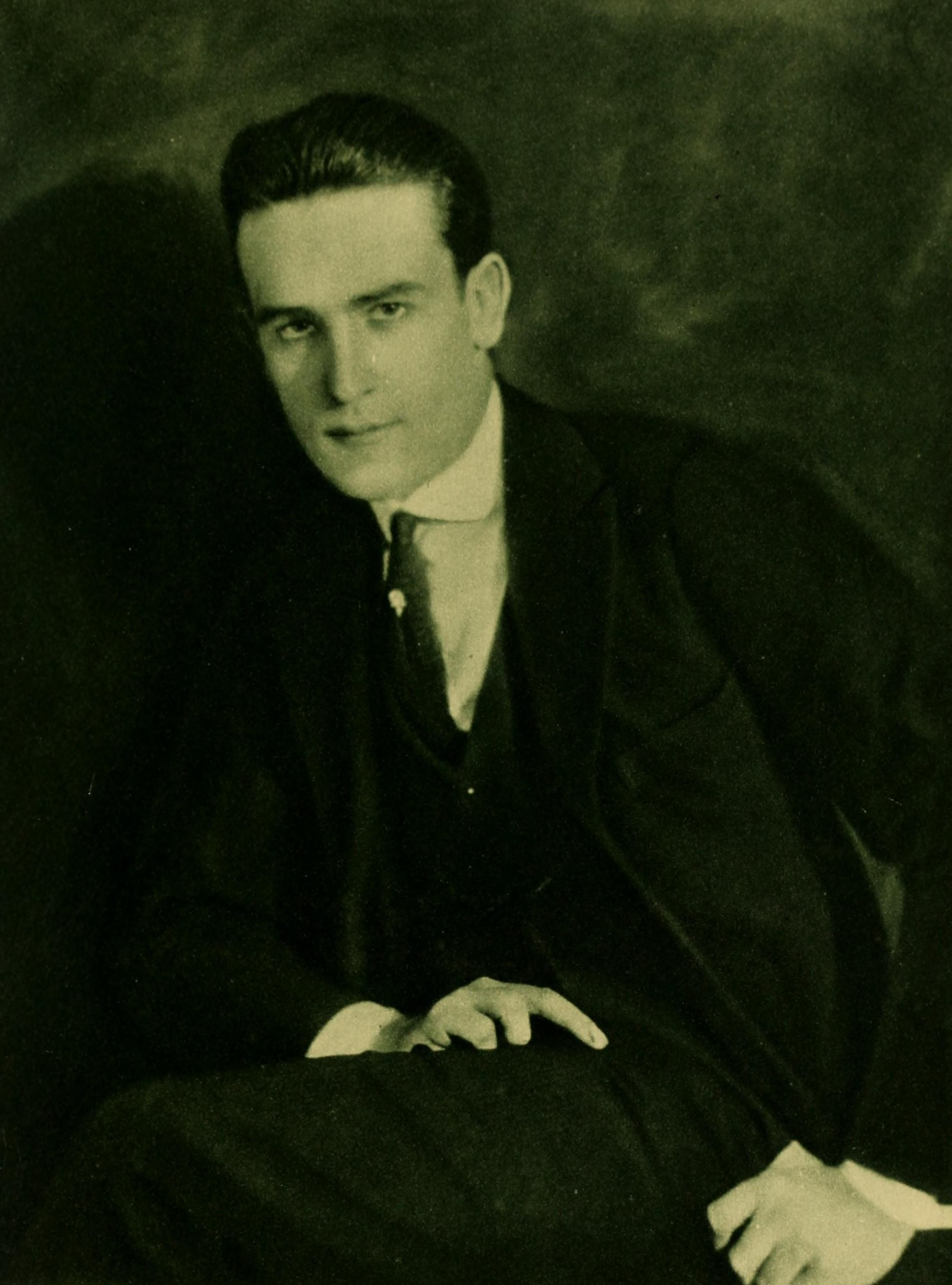
هارولد لوید رئیس هیئت داوران

## رییس هیئت داوران
رییس هیئت داوران در این دوره هارولد لوید انتخاب شده بود.

## بخش رقابتی
| عنوان انگلیسی                 | عنوان اصلی                | کارگردان(ها)         | کشور تولید کننده |
| ----------------------------- | ------------------------- | -------------------- | ---------------- |
| از نفس افتاده                 | À bout de souffle         | ژان-لوک گدار         | France           |
| برکات زمین                    | Biyaya ng lupa            | مانوئل سیلوهای       | فیلیپین          |
| یک لیوان آب                   | Das Glas Wasser           | هلموت کانتر          | آلمان            |
| یک لیوان آب                   | Doaa al-Karawan           | هنری برکات           | مصر              |
|                               | ال‌لازاریو دی تورمس        | سزار فرناندز آرداوین | اسپانیا          |
| بهار گذشته ما                 | Eroica                    | مایکل کاکویانیس      | یونان            |
| مهمانی تمام شد                | Fin de fiesta             | لئوپولدو تره نیلسون  | آرژانتین         |
| حتی ابرها دست خوش پیشامد میشه | Gureumeun heulleogado     | یو هیون موک          | کره جنوبی        |
| عشق و سرقت                    | Il Mattatore              | دینو ریسی            | ایتالیا          |
| میراث باد                     | Inherit the Wind          | استنلی کریمر         | آمریکا           |
| عهد یک زن                     | Jokyo                     | کن ایچیکاوا          | ژاپن             |
|                               | Kaks' tavallista Lahtista | ویل سالمینن          | فنلاند           |
| نمایشگاه                      | Kirmes                    | ولفگانگ اشتاوته      | آلمان            |
| عشق بازی                      | Les Jeux de l'amour       | فیلیپ د بروکا        | فرانسه           |
| من برده                       |                           | Ubol Yugala          | تایلند           |
| نور جدید                      | Nai Kiran                 | S. M. Agha           | پاکستان          |
| من برادر دوم                  | Nianchan                  | شوهئی ایمامورا       | ژاپن             |
| جیب‌بر                         | Pickpocket                | روبر برسون           | فرانسه           |
|                               | Puberun                   | موکرجی پرابهات       | هند              |
| کمتر از ده پرچم               | Sotto dieci bandiere      | دویلیو کولتی         | ایتالیا          |
|                               | Sängkammartjuven          | گوران گنتل           | سوئد             |
| سکوت خشمناک                   | The Angry Silence         | گای گرین             | بریتانیا         |
| ایمان، امید و سحر             | Tro, håb og trolddom      | اریک بالینگ          | دانمارک          |
| مبارزه برای قله عقاب          | Venner                    | تانسردایبسن          | نروژ             |
| رودخانه وحشی                  | Wild River                | الیا کازان           | آمریکا           |

## برندگان
| جایزه                             | به خاطر فیلم          | برنده                |
| --------------------------------- | --------------------- | -------------------- |
| خرس طلایی                         | ال‌لازاریو دی تورمس    | سزار فرناندز آرداوین |
| خرس نقره‌ای برای بهترین کارگردان   | از نفس افتاده         | ژان-لوک گدار         |
| خرس نقره‌ای برای بهترین بازیگر زن  | نمایشگاه              | ژولیت مانیل          |
| خرس نقره‌ای برای بهترین بازیگر مرد | میراث باد (فیلم ۱۹۶۰) | فردریک مارچ          |